# 小马斯金格姆河
小马斯金格姆河（英語：Little Muskingum River）是俄亥俄河的一条支流，长约105公里，位于美国俄亥俄州的东南部。